# Andy Adams
Andy Adams (Indiana, 3 maggio 1859 – Colorado Springs, 26 settembre 1935) è stato uno scrittore statunitense.

## Biografia
Figlio di due pionieri, Andrew Adams ed Elizabeth Elliott, visse in una fattoria dell'Indiana fino al 1880 circa, quando si trasferì in Texas. Lì rimase per circa dieci anni, svolgendo l'attività di cowboy. Nel 1890 aprì una piccola attività commerciale che presto fallì, così divenne cercatore d'oro in Nevada e in Colorado. Infine nel 1894 si stabilì a Colorado Springs, dove visse fino alla sua morte.
Iniziò a scrivere all'età di 43 anni e pubblicò soprattutto romanzi di genere western. Il suo libro di maggior successo fu The Log of a Cowboy, pubblicato nel 1903 e ispirato all'esperienza di Adams come cowboy.

## Opere
- The Log of a Cowboy (1903)
- A Texas Matchmaker (1904)
- The Outlet (1905)
- Cattle Brands: A Collection of Western Camp-fire Stories (1906)
- Reed Anthony, Cowman: An Autobiography (1907)
- The Wells Brothers: The Young Cattle Kings (1911)
- The Ranch on the Beaver: A Sequel to Wells Brothers (1927)